# Hoekstipvlinder
De hoekstipvlinder (Orgyia recens) is een vlinder uit de familie van de spinneruilen (Erebidae) en de onderfamilie van de donsvlinders (Lymantriinae).

## Beschrijving
Bij het mannetje is de voorvleugellengte 13 tot 17 millimeter. De vleugels hebben een bruine grondkleur. Aan de vleugelpunt van de voorvleugel zit een opvallende wit met oranje vlek, aan de binnenhoek van zit een witte vlek. Het vrouwtje heeft gedegenereerde vleugels en een dik behaard donkergrijs lijf. Het vrouwtje kan niet vliegen.
De rupsen hebben veel donshaartjes die gemakkelijk los komen als men het aanraakt en kan ernstige huidirritaties veroorzaken.

## Rups
De waardplanten van de hoekstipvlinder zijn diverse loofbomen en struiken waaronder platanen. De rups overwintert en kan worden gevonden van augustus tot mei.

## Levenswijze
Als het vrouwtje uit haar cocon komt, blijft zij daarop zitten totdat een mannetje komt om haar te bevruchten. Het mannetje vliegt overdag op zoek naar een vrouwtje. Als zij elkaar gevonden hebben vindt de bevruchting plaats en zal het vrouwtje haar eitjes leggen op dezelfde plaats als waar ze uit haar cocon is gekropen.
Meestal zijn er twee generaties, al zijn er soms ook drie. De eerste twee vinden plaats in juli-augustus en de derde kan nog plaats vinden in oktober. In Noord-Europa is er maar 1 generatie.

## Voorkomen
De hoekstipvlinder komt voor in het Palearctisch gebied. De soort heeft natte heide of bos en moeras als habitat maar kan soms ook in grote aantallen aangetroffen worden in steden en parken.

### In Nederland en België
De hoekstipvlinder is in Nederland en België zeer zeldzaam. Hij kent twee jaarlijkse generaties, die vliegen van eind mei tot oktober.